# 755앱
755앱(755application)은 일본의 토크로 불리는 게시판이다.

## 개요
사용자는 자신의 토크를 작성하고 혼자 중얼거리거나 친구를 초대하고 여러 사람이 그룹 토크를 할 수 있다. 토크의 내용은 전체에 공개되지만 참가자가 지정한 사람 이외는 토크에 들어갈 수 없다. 일반 유저의 주된 즐기는 방법은 유력 인사의 토크(1글/그룹 토크)을 보고 즐기는 엿보았다이다. 궁금해 톡을 "폴로" 하면 업데이트를 점검할 수 있는,"구경꾼 코멘트" 기능으로 코멘트를 보낸다.
Twitter의 공식 RT에 비슷한 ReTalk기능이 있는데 타인의 토크를 자신이 참여하는 토크 화면에 전재 소개할 수 있는 기능에서 블로그의 트럭 백 같은 구조로 되어 있다.

## CM
- AKB48(2014년 12월)
- E-girls(2015년 1월)
- 노기자카46(2015년 3월 20일)
- J Soul Brothers(2015년 3월 28일)